# Alex Peroni
Alexander "Alex" Peroni (Hobart, 27 november 1999) is een Australisch autocoureur.

## Carrière
Peroni begon zijn autosportcarrière in het karting in 2007 op zevenjarige leeftijd en bleef hier actief tot 2014. In 2015 maakte hij de overstap naar het formuleracing, waarin hij debuteerde in het Italiaanse Formule 4-kampioenschap bij het team Torino Squadra Corse. Hij kende een moeilijke seizoensstart, maar in de laatste twee raceweekenden van het seizoen op het Autodromo Enzo e Dino Ferrari en het Misano World Circuit Marco Simoncelli behaalde hij twee podiumplaatsen. Met 43 punten eindigde hij op de veertiende plaats in het kampioenschap.
In 2016 maakte Peroni de overstap naar de V de V Challenge Monoplace, waarin hij bij TS Corse bleef rijden. Hij won veertien van de 21 races en finishte in slechts een race buiten het podium. Met 947 punten werd hij overtuigend kampioen in de klasse. Daarnaast reed hij voor TS Corse in het laatste raceweekend van de Eurocup Formule Renault 2.0 op het Autódromo do Estoril als gastcoureur, waarin hij vierde en achttiende werd in de races.
In 2017 stapte Peroni fulltime over naar de Eurocup, maar kwam hij uit voor het team Fortec Motorsports. Hij won een race op het Circuit de Pau-Ville, maar stond in de rest van het seizoen niet meer op het podium. Met 72 punten werd hij tiende in het eindklassement. Daarnaast reed hij ook in het raceweekend op Spa-Francorchamps in de Formule Renault 2.0 NEC voor Fortec als gastcoureur, maar kwam hij niet verder dan twee vijftiende en een zestiende plaats in de races.
In 2018 bleef Peroni rijden in de Eurocup, maar stapte hij over naar het team MP Motorsport. Hij behaalde twee podiumplaatsen met een overwinning en een tweede plaats op het Circuit de Monaco, maar kwam in de rest van de races niet verder dan twee vijfde plaatsen. Met 89 punten verbeterde hij zichzelf naar de negende plaats in de eindstand. Ook reed hij opnieuw in de Formule Renault 2.0 NEC, waarin hij in het openingsweekend op Pau twee races won, maar hierna niet meer in aanmerking kwam voor kampioenschapspunten. Zodoende werd hij zevende in het kampioenschap met 60 punten.
In 2019 maakt Peroni zijn Formule 3-debuut in het nieuwe FIA Formule 3-kampioenschap, waarin hij uitkomt voor het team Campos Racing. Hij kende een redelijk debuutseizoen, waarin hij op het Circuit Paul Ricard en Silverstone in de top 10 wist te finishen. Zijn seizoen eindigde echter voortijdig door een zware crash op het Autodromo Nazionale Monza, waarin zijn auto over een kerb werd gelanceerd en hij ondersteboven op de bandenstapels landde. Hierbij brak hij een aantal ruggenwervels. Met 5 punten eindigde hij als twintigste in het klassement.
In 2020 keerde Peroni terug in de FIA Formule 3, waarin hij opnieuw voor Campos reed. In de seizoensopener op de Red Bull Ring, zijn eerste race na zijn crash in 2019, behaalde hij zijn eerste podiumplaats in het kampioenschap. Ook op Silverstone en het Circuit de Barcelona-Catalunya stond hij op het podium. Met 64 punten werd hij tiende in het kampioenschap.
In 2021 maakt Peroni de overstap naar de Verenigde Staten, waar hij voor het team van Carlin uitkomt in de Indy Lights.